# Avista (kortspel)

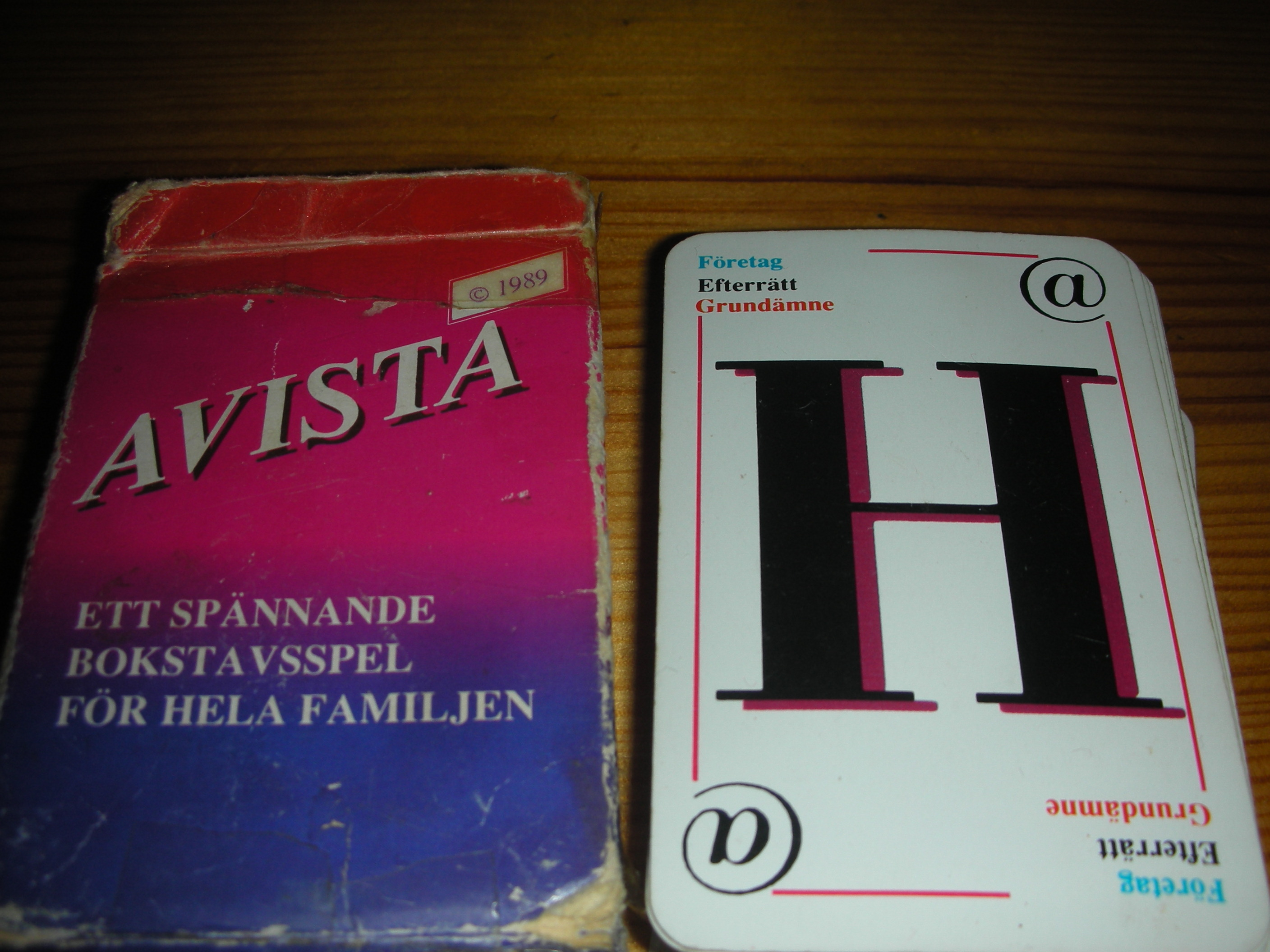
Avista

Avista är kortspel som baserar sig på allmänbildning. Korten visar en bokstav och tre kategorier, som till exempel "amerikansk skådespelare", "grundämne" eller "älv". Om man väljer "älv" så går det ut på att ta upp nästa kort ur högen och snabbast av alla tävlande säga en älv på kortets bokstav. Den som först säger rätt får de kort som är under kortet man senast la upp. Den som har mest kort när alla kort har blivit dragna står som vinnare. Kategorierna är uppdelade i tre svårighetsgrader. Spelet passar för 2 till 10 deltagare och det är 52 kort i leken.